# Тит Флавий Постумий Тициан
Тит Флавий Постумий Тициан (на латински: Titus Flavius Postumius Titianus) е политик и сенатор на Римската империя в началото на 4 век.

## Биография
Произлиза от сенаторския клон Тициан и Постумии на фамилията Флавии. Брат или братовчед е на Тит Флавий Постумий Квиет (272 г.). Вероятно е роднина на Флавия Тициана, съпруга на император Пертинакс.
През 301 г. той е консул заедно с Вирий Непоциан. През 305 г. е praefectus urbi.